# ワーズ (ビージーズの曲)
「ワーズ」 (Words) は、ビージーズの楽曲である。
「ワーズ」シングルのB面である「シンキング・シップス」は、ビージーズの3兄弟全員がリード・ボーカルを担当する、彼らにとって非常に珍しい曲である。
「ワーズ」は多くのアーティストによってカバーされており、1978年のリタ・クーリッジによるバージョンと、1996年のボーイゾーンによるバージョンはヒットした。ボーイゾーンのカバーは、彼らにとって最初のナンバー1ヒットとなった。

## 解説
元々、クリフ・リチャードへの楽曲提供だったが、アルバムの製作中だったリチャードは、この曲を録音することまで手が回らなかったため、ビージーズ自身が録音することになった。
1996年、VH1でバリー・ギブは、彼らのマネージャであるロバート・スティッグウッドのために書いた曲だと発言している。
バリー・ギブの非常に強力なビブラートが効いた歌が特徴である。バリー・ギブはリードボーカルのみでなく、すべてのバックボーカルも担当している。演奏は次のメンバーで成り立っている。バリー・ギブ（リズムギター）、モーリス・ギブ（ピアノ、ベース）、ロビン・ギブとコリン・ピーターセン（ドラムス）、オーケストラのアレンジはビル・ジェファード。
なお、元々モノラル録音のシングルのみで発売され、アルバム未収録だった。アルバムに初めて収録されたのは、1969年に発売された『ベスト・オブ・ビージーズ』で、そのバージョンは上書きされたピアノ、ドラムの音量バランスが悪いものだった。
また、この曲は1965年の映画『The Mini Bob』で使用され、そのバージョンではビル・ジェファードがアレンジして、イギリスの歌手ジョージィ・フェイムが歌っていた。
1977年5月に発表されたシングル「宇宙の片隅」(Edge of the Universe) のB面に「ワーズ」のライブ・バージョンが収録されている。両曲とも彼らのライヴアルバム『ビー・ジーズ・グレイテスト・ライヴ』(Here at Last...Bee Gees...Live) に収録されている。

## カバー・バージョン
- リル・リンドフォッシュ - 1968年にスウェーデン語で「Nu」というタイトルで録音した[2]。
- グレン・キャンベル - 1968年のアルバム『Wichita Lineman』に収録。
- シラ・ブラック - 1969年のアルバム『Surround Yourself with Cilla』に収録。
- エンゲルベルト・フンパーディンク - 1970年のアルバム『We Made It Happen』に収録[3]。
- エルヴィス・プレスリー - 1970年のライヴ・アルバム『エルヴィス・オン・ステージVol.3』に収録。
- ザ・タイガース - 1971年のライヴ・アルバム『ザ・タイガース・サウンズ・イン・コロシアム』に収録。
- スージー・アランソン - 1978年のシングル。カントリー・チャートで8位を記録した。
- リタ・クーリッジ - 1978年のシングル。全英シングルチャートで25位を記録した。
- ロイ・オービソン - 1973年のアルバム『Milestones』に収録。
- ジェリカ・マーボイ - 『アメリカン・アイドル』シーズン4で歌った。

## ボーイゾーンによるカバー
「ワーズ」 (Words) は、アイルランドのバンドであるボーイゾーンのアルバム『ディファレント・ビート』からの 1stシングルで、全英シングルチャートで 1位を獲得した。このシングルは、イギリスでゴールドディスクに認定されている。

### チャート
| チャート（1996年）               | 最高位 |
| -------------------------------- | ------ |
| オーストラリア (ARIA)            | 96     |
| オーストリア (Ö3 Austria Top 40) | 2      |
| ベルギー (Ultratop 50 Flanders)  | 3      |
| ベルギー (Ultratop 50 Wallonia)  | 16     |
| フランス (SNEP)                  | 31     |
| アイルランド (IRMA)              | 1      |
| オランダ (Dutch Top 40)          | 18     |
| ノルウェー (VG-lista)            | 14     |
| スウェーデン (Sverigetopplistan) | 4      |
| スイス (Schweizer Hitparade)     | 2      |
| イギリス (全英シングルチャート)  | 1      |

| 先代 ケミカル・ブラザーズ 「セッティング・サン」 | 全英シングルチャート ナンバー1シングル （ボーイゾーン・バージョン） 1996年10月13日（1週） | 次代 スパイス・ガールズ 「セイ・ユール・ビー・ゼアー」 |